# Championnat d'Ukraine de rugby à XV 2018
 (mai 2025).
Si vous disposez d'ouvrages ou d'articles de référence ou si vous connaissez des sites web de qualité traitant du thème abordé ici, merci de compléter l'article en donnant les références utiles à sa vérifiabilité et en les liant à la section « Notes et références ».
 (juin 2025).
Motif : Coquille vide sans rédaction ni la moindre source. L'article principal (à compléter) devrait être suffisant pour aborder cette compétition
- Archive Wikiwix
- Bing
- Cairn
- DuckDuckGo
- E. Universalis
- Gallica
- Google
- G. Books
- G. News
- G. Scholar
- Persée
- Qwant
- (zh) Baidu
- (ru) Yandex
- (wd) trouver des œuvres sur Wikidata

| 1. | Préciser le motif de la pose du bandeau. | Précisez le motif de la pose du bandeau en utilisant la syntaxe suivante : {{admissibilité à vérifier\|date=juin 2025\|motif=remplacez ce texte par le motif}}                                                |
| 2. | Informer les utilisateurs concernés.     | Pensez à avertir le créateur de l'article, par exemple, en insérant le code ci-dessous sur sa page de discussion : {{subst:avertissement admissibilité à vérifier\|Championnat d'Ukraine de rugby à XV 2018}} |

Navigation
Championnat d'Ukraine 2017 Championnat d'Ukraine 2019
Le championnat d'Ukraine de rugby à XV 2018 (ou Superliga 2018) est une compétition de rugby à XV qui oppose les quatre meilleurs clubs ukrainiens. La compétition se déroule en une poule unique avec double matchs aller-retour.

## Clubs participants
| Olymp Podillya Sokol Antares |

| Équipe                   | Ville        |
| ------------------------ | ------------ |
| RC Olymp                 | Kharkov      |
| RC Podillya Khmelnytskyi | Khmelnytskyi |
| RC Sokol                 | Lviv         |
| RC Antares               | Kiev         |

## Résumé des résultats
Le classement final de l'édition 2018 est :
| Rang | Club         | J  | V  | N | D  | Bo | Bd | Pm  | Pe  | Diff | Pts |
| ---- | ------------ | -- | -- | - | -- | -- | -- | --- | --- | ---- | --- |
| 1    | RC Olymp (T) | 12 | 12 | 0 | 0  | 11 | 0  | 897 | 27  | +870 | 59  |
| 2    | RC Podillya  | 12 | 8  | 0 | 4  | 6  | 0  | 355 | 304 | +51  | 38  |
| 3    | RC Antares   | 12 | 2  | 0 | 10 | 1  | 0  | 154 | 501 | -347 | 9   |
| 4    | RC Sokol     | 12 | 2  | 0 | 10 | 1  | 0  | 147 | 721 | -574 | 9   |

|  | Champion (no 1)          |
|  | T : tenant du titre 2017 |

Attribution des points : victoire sur tapis vert : 5, victoire : 4, match nul : 2, défaite : 0, forfait : -2 ; plus les bonus (offensif : 4 essais marqués ; défensif : défaite par 7 points d'écart ou moins).